# Сирмон, Жак
Жак Сирмо́н (фр. Jacques Sirmond; 12 или 22 октября 1559, Рьом — 7 октября 1651, Париж) — французский богослов, иезуит, церковный историк и писатель.
Жак родился в Рьоме, учился в колледже иезуитов в Бийоме. Прохождение новициата Жак осуществил в Вердене и в Понт-а-Муссоне, в 1576 году он был рукоположен в сан священника. С 1581 года Сирмон учитель риторики в Париже, среди учеников Жака Сирмона в это время — Франциск Сальский. В 1590 году Сирмон отправился в Рим, где он занимал должность секретаря у генерала Общества Иисуса Клаудио Аквавивы до 1608 года.
В Риме Сирмон встречается и общается с Роберто Беллармином и с Цезарем Баронием и тратит время на изучение текстов древних Отцов Церкви, найденных им в библиотеке Ватикана. Вернувшись во Францию, он становится духовником Людовика XIII с 1639 по 1643 год.
Как историк Жак Сирмон подготовил и опубликовал около сорока средневековых латинских и византийских авторов и комментаторов, среди которых:
- Магн Феликс Эннодий (1611)
- Флодоард (1611)
- Сидоний Аполлинарий (1614)
- Жизнь Льва IX, изложенная архидиаконом Вибертом (1615)
- Марцеллин Комит (1619)
- Идаций (1619)
- Анастасий Библиотекарь (1620)
- Карл II Лысый (лат. Karoli Calvi et successorum aliquot Franciae regum capitula, 1623)
- Евсевий Кесарийский (1643)
- Авит Вьеннский (1643)
- Гинкмар (1645)
- Теодульф (1646)
- Рабан Мавр (1647)
- Руфин Аквилейский (1650)
- Лу Ферьерский (1650)

Из работ Сирмона важнейшая — лат. «Concilia antiqua Galliae» («Соборы древней Галлии»), в трёх томах (1629); а также лат. «Historia Praedestinatiana» («История предопределения») в этой работе объясняет ошибочность учения о предопределении, опубликована в 1648 году. Его лат. «Opera varia» («Различные деяния») в пяти томах издана в 1696 году и переиздавались в Венеции в 1728 году; это сочинение содержат, в частности, исследование Сирмона, в котором он доказывает, что Дионисий Ареопагит и Дионисий Парижский это два отдельных святых, а также «L’Hodoeporicon» («Путешествие») о путешествии Сирмона из Парижа в Рим в 1590 году. Ему приписывают «Elogio di cardinale Baronio» («Похвала кардиналу Баронию»), появившуюся в 1607 году .
Два племянника Жака Сирмона — оба писатели: Жан Сирмон (фр. Jean Sirmond; 1589—1649) и Антуан Сирмон (фр. Antoine Sirmond; 1591—1643)